# Operacja lubańska
Operacja lubańska (oficjalnie lubańska operacja ofensywna, ros. Любанская наступательная операция) – operacja ofensywna Armii Czerwonej w północnej części frontu wschodniego II wojny światowej, przeprowadzona przez oddziały Frontu Leningradzkiego gen. Michaiła Chozina i Frontu Wołchowskiego gen. Kiriłła Mierieckowa z zamiarem przełamania blokady Leningradu pomiędzy 7 stycznia a 30 kwietnia 1942 r.
Zamysłem operacji było otoczenie i zniszczenie zgrupowania sił Wehrmachtu w okolicach Lubania i Czudowa uderzeniem wojsk Frontu Wołchowskiego we współdziałaniu z siłami 54 Armii Frontu Leningradzkiego z przyczółka za rzeką Wołchow, a następnie wyjście na tyły wojsk niemieckich, które blokowały Leningrad od południa.
Operacja lubańska rozpoczęła się 7 stycznia 1942 r. jako jedna z radzieckich kontrofensyw zimy 1941–1942 od sforsowania Wołchowa przez siły Frontu Wołchowskiego w nowych miejscach i poszerzenia już istniejących przyczółków na zachodnim brzegu rzeki. Tymczasem wspierająca je 54 Armia rozpoczęła swoją ofensywę już trzy dni wcześniej, 4 stycznia. Dlatego jej oddziały płynnie przeszły z operacji tichwińskiej do lubańskiej bez żadnego przegrupowania.
Pierwsze uderzenie okazało się kompletnym fiaskiem, a głównym czynnikiem, który do tego doprowadził, było chaotyczne planowanie i zarządzanie przebiegiem działań. 59 Armia i 2 Armia Uderzeniowa Frontu Wołchowskiego, które miały przełamać silną obronę Wehrmachtu, były jeszcze w drodze do miejsca koncentracji, gdy rozpoczęła się ofensywa. Żołnierzom brakowało broni automatycznej, środków transportu, łączności i żywności. Podczas operacji na jedno działo przypadały tylko trzy pociski artyleryjskie. Personel nowo sformowanych jednostek przybył na front prawie bez przeszkolenia, były problemy nawet z przydziałem broni osobistej.
Brak jednolitego dowodzenia doprowadził do sporów i wzajemnej wrogości pomiędzy dowódcami obu frontów – Chozinem i Mierieckowem – a interakcja na różnych szczeblach dowodzenia nie istniała. Żołnierze wchodzili do bitwy z marszu, gdy tylko przybywali na front. Ofensywa okazała się falstartem i 10 stycznia została na trzy dni zawieszona rozkazem Stawki.
13 stycznia 1942 r. wojska Frontu Wołchowskiego, po utworzeniu grup uderzeniowych na obszarach wybranych do przełamania frontu, wznowiły ofensywę. Główne uderzenie zostało wytoczone przez 2 Armię Uderzeniową na kierunku lubańskim, z flanek wsparły ją 59 i 52 Armia. Ofensywa została przeprowadzona w trudnych warunkach zalesionego i podmokłego terenu, w warunkach terenowych, w głębokim śniegu. Żołnierze zostali pozbawieni swobody manewru, podaż była trudna. Wróg stawiał silny opór. Jednostki 2 Armii Uderzeniowej, rozwijające ofensywę, pod koniec stycznia przesunęły się wąskim klinem na 70-75 km i głębokim manewrem otoczyły lubańsko-czudowskie zgrupowanie nieprzyjaciela z południowego zachodu. Jednak wojska radzieckie nie zdołały rozwinąć natarcia i domknąć pierścień okrążenia wroga.
19 marca 1942 r., koncentrując świeże siły na flankach 2 Armii Uderzeniowej, wojska niemieckie zdołały odciąć ją od reszty frontu. 27 marca kosztem ciężkich strat żołnierze 52 i 59 Armii wybili 3-5 kilometrowy korytarz, łączący 2 Armię Uderzeniową z resztą sił radzieckich, ale sytuacja armii pozostawała bardzo trudna. Dostawy, komunikacja i dowodzenie zostały poważnie zakłócone. Operacja została już przegrana i Własow nalegał jedynie na uratowanie jego armii, prosząc o zgodę na wycofanie się, ale Stawka, pomimo tragicznej sytuacji, nadal nalegała na kontynuowanie ofensywy.
Dopiero 30 kwietnia ofensywa na Lubań została ostatecznie zatrzymana. Jednak 2 Armia Uderzeniowa do lata toczyła ciężkie walki obronne, utrzymując zdobyty występ i dopiero pod koniec maja jej resztkom nakazano odwrót.
Według różnych źródeł od 6 do 16 tysięcy osób udało się uciec z kotła w niewielkich grupach. 14 do 20 tysięcy osób zmarło i zaginęło podczas przebijania się. 2 Armia Uderzeniowa została prawie całkowicie unicestwiona, a jej dowódca, gen. Andriej Własow dostał się do niemieckiej niewoli. Doświadczenia z fatalnie przeprowadzonej operacji lubańskiej miały wpływ na jego późniejszą postawę w niewoli, w tym na decyzję o stanięciu na czele kolaboracyjnej Rosyjskiej Armii Wyzwoleńczej, która walczyła później u boku Niemców w walce z Armią Czerwoną.